# Toracoscòpia

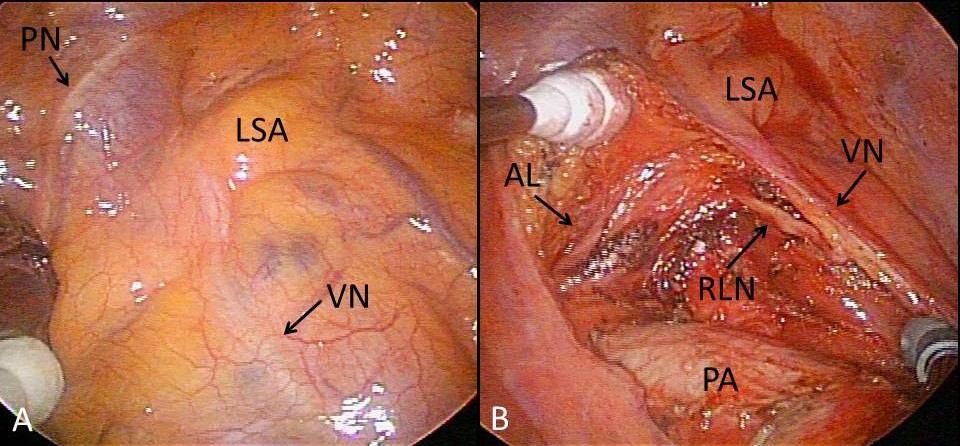
Single-Port de vídeo-cirurgia toracoscòpica assistida (VATS). Imatge de vídeo durant l'operació amb una vista des del mediastí inferior esquerra.

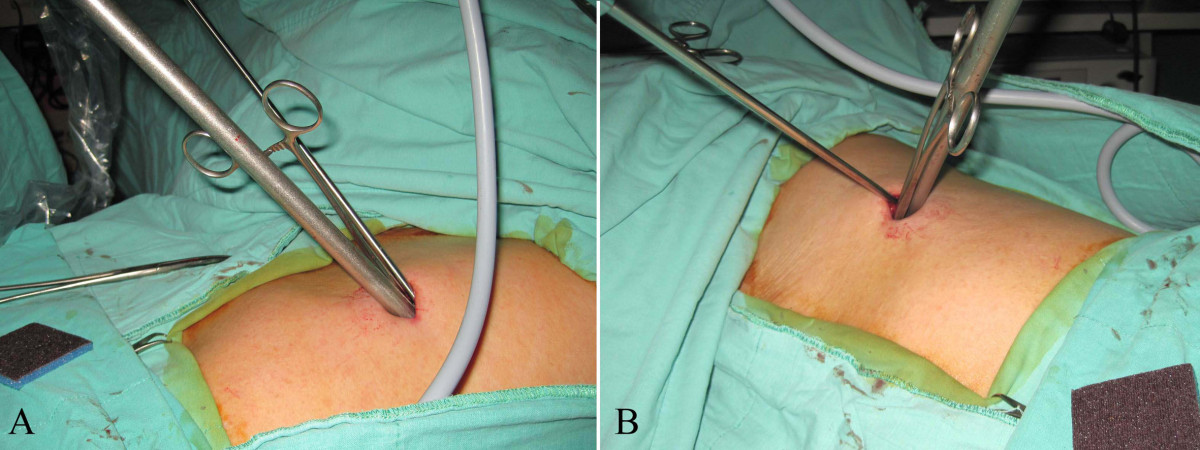
VATS consirada d'exterior. La ferida per a la introducció del tub té un diàmetre de només 2,5 cm.

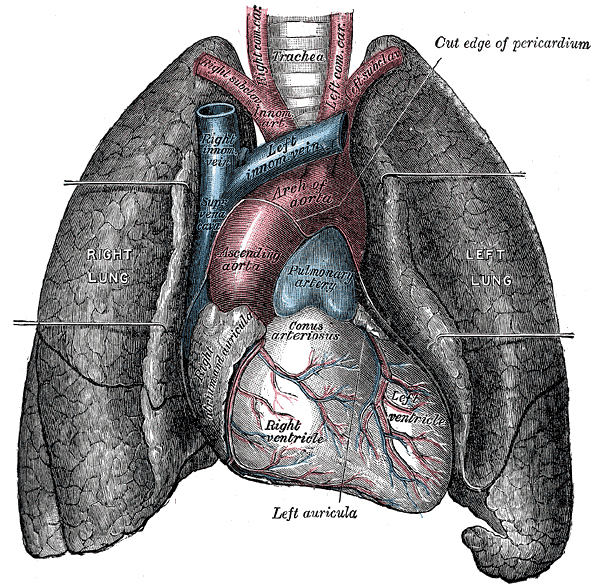
Contingut de la cavitat toràcica.

La toracoscòpia és una tècnica quirúrgica mínimament invasiva mitjançant la qual es pot accedir a la cavitat toràcica amb la finalitat de fer procediments diagnòstics o terapèutics. Es va desenvolupar el 1910 per Hans Christian Jacobaeus, un internista suec, per al tractament de les adherències intratoràciques per tuberculosi.
En aquest procediment s'insereix un instrument òptic anomenat toracoscopi que permet visualitzar el contingut de la cavitat toràcica. El toracoscopi s'insereix a través d'una petita incisió que es fa en un dels espais intercostals. Des de l'altra petita incisió es poden introduir altres instruments que permeten tallar teixits i coagular els vasos sanguinis sagnants.
Mitjançant aquesta tècnica es pot fer tractament de malalties pleurals, prendre biòpsias de pleura, pulmó o ganglis limfàtics i molts altres procediments. Aquesta és una tècnica quirúrgica relativament avançada que requereix habilitats i equipament altament especialitzat, així com un cirurgià altament entrenat en conjunt amb un personal quirúrgic capacitat per gestionar els seus diferents aspectes.